# Petar Nenadić

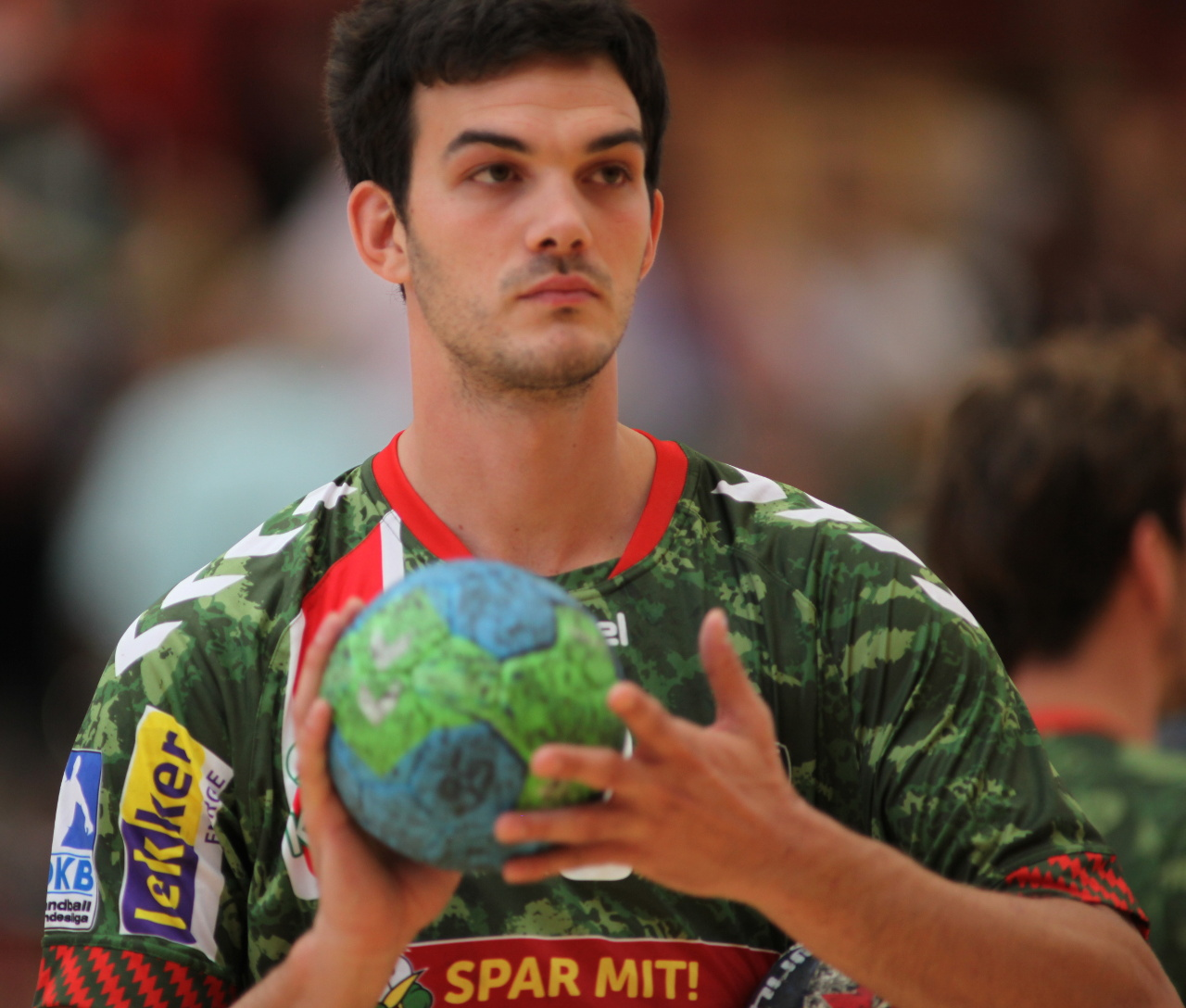
Petar Nenadić i Füchse Berlin, 2014.

Petar Nenadić, född 28 juni 1986 i Belgrad i dåvarande SFR Jugoslavien, är en serbisk handbollsspelare. Han är högerhänt och spelar i anfall som vänsternia. Petar Nenadić blev utnämnd till Europas bästa spelare 2019.

## Klubbar
- Röda stjärnan Belgrad (–2007)
- Algeciras BM (2007)
- FC Barcelona (2007–2008)
- SC Pick Szeged (2008–2010)
- Team Tvis Holstebro (2010–2012)
- SPR Wisła Płock (2012–2014)
- Füchse Berlin (2014–2018)
- Veszprém KC (2018–02/2023)
- Paris Saint-Germain HB (03/2023–06/2023)
- Al Khaleej (09/2023–)